# دونكان إم. غراي جونيور
دونكان إم. غراي جونيور (بالإنجليزية: Duncan M. Gray, Jr.)‏ هو كاهن أنجليكاني وقسيس أمريكي، ولد في 21 سبتمبر 1926 في كانتون في الولايات المتحدة، وتوفي في 15 يوليو 2016.